# День работников сельского хозяйства и перерабатывающей промышленности
День работника сельского хозяйства и перерабатывающей промышленности — профессиональный праздник для всех тех, кто трудится в сфере сельского хозяйства и перерабатывающей промышленности России. Эта дата отмечается ежегодно, во второе воскресенье октября.

## История праздника
Указом Президента Российской Федерации № 679 от 31 мая 1999 года установлено, что «День работника сельского хозяйства и перерабатывающей промышленности» отмечается ежегодно во второе воскресенье октября. С этого момента у тружеников полей и ферм, фермерских хозяйств, руководителей и специалистов сельскохозяйственных предприятий, ученых-аграриев, сельской интеллигенции, работников пищевой и перерабатывающей индустрии появился свой собственный профессиональный праздник.